# Federazione cestistica di Turks e Caicos
La Federazione cestistica di Turks e Caicos (in lingua inglese: Turks and Caicos Islands Basketball Federation) è l'ente che controlla e organizza la pallacanestro a Turks e Caicos.
La federazione controlla inoltre la nazionale di pallacanestro di Turks e Caicos e ha sede a Cockburn Town.
È affiliata alla FIBA ed organizza il campionato di pallacanestro di Turks e Caicos.